# Carroll House Hotel
El Carroll House Hotel en Monroe St. en Fullerton, Dakota del Norte (Estados Unidos) fue incluido en el Registro Nacional de Lugares Históricos en 1994. La lista incluía tres edificios contribuyentes que incluían los estilos Shingle y Segundo Imperio. 

## Historia
El Carroll House Hotel fue construido en 1889. El hotel recibió su nombre de Carroll Fuller Sweet (1877-1955), hijo de la propietaria del hotel Sofia (Fuller) Sweet (1854-1923) y su esposo, el alcalde de Grand Rapids, Mìchigan, Edwin Forrest Sweet (1847-1935).
Según su nominación de NRHP, "el Carroll House Hotel es localmente significativo en el área de comercio, porque fue uno de los primeros negocios ubicados en la comunidad de Fullerton, y es el único ejemplo existente y mejor conservado de un hotel y restaurante del finales del siglo XIX ". También su "composición arquitectónica, de moderación y sencillez, representa los estilos del Segundo Imperio y las Tejas de este período. Se han producido pocos cambios en el edificio, lo que ha dado como resultado un alto grado de integridad ". 
En 1981, la Casa Carroll fue comprada por la Asociación de Mejoramiento Comunitario de Fullerton, que restauró el edificio. Ahora funciona como alojamiento y desayuno.

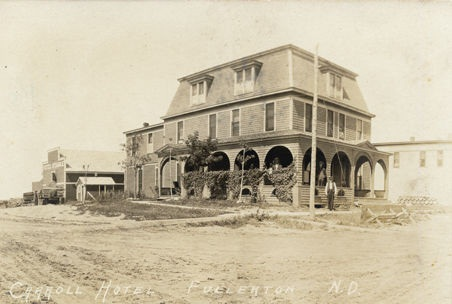
Carroll Hotel en una postal de principios del siglo XX